# نیرانی
نیرانی (به چکی: Nýřany) یک منطقهٔ مسکونی و شهرستان دارای شهرک سابقاً روستا در جمهوری چک است که در ناحیه پلزن-شمالی واقع شده‌است. نیرانی ۶٬۹۹۴ نفر جمعیت دارد.